# Argymir
Argymir – imię męskie pochodzenia greckiego. Jego patronem jest św. Argymir, męczennik w Kordowie (IX wiek).
Argymir imieniny obchodzi 28 czerwca